# Шмирево
Шмирево (рос. Шмырево) — присілок в Обоянському районі Курської області Російської Федерації.
Населення становить 111 осіб. Входить до складу муніципального утворення Кам'янська сільрада.

## Історія
Населений пункт розташований на території українського етнічного та культурного краю Східна Слобожанщина.
Від 2004 року входить до складу муніципального утворення Кам'янська сільрада.

## Населення
| 2002 | 2010 |
| ---- | ---- |
| 157  | ↘111 |